# 속도 제한
속도제한(速度制限)은 달리는 차량의 속도에 정해진 법령에 따라 일정한 한계를 정하는 일로서 보통은 최고 속도에 한계를 두지만, 고속도로에서는 최저 속도제한도 행해진다. 정해진 제한속도를 초과하면 안 되는 것은 최고속도제한[最高 速度制限]이고 정해진 제한속도에 미달하면 안 되는 것은 최저 속도제한[最低 速度制限]이다. 제한속도(制限速度)라고도 불린다.

## 국가별 도로의 속도 제한

전 세계 최고 속도 제한. 왼쪽은 킬로미터당 시간, 오른쪽은 마일당 시간이다.

전 세계 교통표지의 제한 속도:
킬로미터 매 시 (km/h)
마일 매 시 (mph)
둘 다
없음

### 대한민국

최고속도제한 표지 도안

최저속도제한 표지 도안

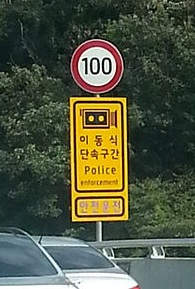
속도위반 단속 경고 표지판

도로별 속도제한은 〈도로교통법시행규칙〉제19 조에 나와 있다.(2011년 4월 30일 일부 개정, 2011년 6월 10일 시행) 고속도로의 최고 제한 속도를 110~120 km/h로 상향하는 방안은 2009년부터 논의되었으나 2025년 1월 기준 대한민국의 고속도로 중 최고 제한속도가 120 km/h인 구간은 세종포천고속도로 남안성분기점~용인분기점이다. 
- 일반 도로(고속도로와 자동차전용도로 외의 도로를 총칭)
  - 편도 1차로인 때 최고 제한속도 60 km/h 이내
  - 편도 2차로 이상인 때는 최고 제한속도 80 km/h 이내
- 자동차전용도로
  - 최고 제한속도는 90 km/h 이내, 최저 제한속도는 30 km/h
- 고속도로(고속국도 노선으로 지정된 자동차전용도로)
  - 편도 1차로인 때 차종에 관계없이 최고 제한속도 80 km/h, 최저 제한속도 50 km/h
  - 편도 2차로 이상 고속도로에서의 최고 제한속도는 100 km/h(적재한 중량이 1.5t을 초과하는 화물자동차ㆍ특수자동차ㆍ위험물운반자동차[3] 및 건설기계의 80 km/h), 최저 제한속도는 50 km/h
  - 편도 2차로 이상의 고속도로 중에서 경찰청장이 고속도로의 원활한 소통을 위하여 특히 필요하다고 인정하여 지정하고 고시한 노선이나 구간의 최고 제한속도는 120 km/h(화물자동차ㆍ특수자동차ㆍ위험물운반자동차 및 건설기계는 90 km/h) 이내, 최저 제한속도는 50 km/h(2010년 7월 8일까지 최고 제한속도는 110 km/h, 최저 제한속도는 60 km/h)

#### 연혁
- 1970년 12월 26일(일반 도로는 차로 수에 따른 속도제한이 아닌 차종별 속도제한 시행)
  - 고속도로 이외의 도로(고속도로 외의 도로를 총칭)
    - 보통승용자동차·소형승용자동차·소형2륜승용자동차는 60 km/h 이내
    - 보통승합자동차·보통화물자동차·보통승용겸화물자동차·소형화물자동차·소형승용겸화물자동차·소형3륜화물자동차·소형3륜승용자동차는 50 km/h 이내
    - 소형2륜화물자동차·소형경화물자동차·소형경승용자동차·경2륜소형자동차는 40 km/h
    - 측차부2륜경소형자동차·소형경3륜화물자동차·소형경3륜승용자동차·원동기장치자전거·특수자동차는 30 km/h 이내

  - 고속도로
    - 보통승합자동차 중 고속용, 보통승용자동차·소형승용자동차·보통승용겸화물자동차·소형승용겸화물자동차·소형2륜승용자동차(총배기량 250cc이하의 소형경2륜승용자동차는 제외)는 100 km/h,
    - 고속용을 제외한 보통승합자동차·보통화물자동차·소형화물자동차·소형3륜화물자동차·소형3륜승용자동차·견인자동차·특수자동차는 80 km/h.
    - 차종에 관계없이 최저속도제한 50 km/h

- 1973년 12월 26일 일부개정(고속교통에 공하기 위하여 특별한 시설이 되어있는 도로의 속도 제한 규정 신설)
  - 고속교통에 공하기 위하여 특별한 시설이 되어있는 도로
    - 고속용 보통승합자동차, 소형승용자동차, 보통승용 겸 화물자동차, 소형2륜승용자동차(총배기량 250cc이하는 제외)는 80 km/h 이내
    - 고속용을 제외한 보통승합자동차, 보통화물자동차, 소형화물자동차, 소형3륜승용자동차, 특수자동차는 60 km/h 이내
    - 최저속도제한 30 km/h

- 1979년 7월 28일 일부 개정(고속도로와 고속교통에 공하기 위하여 특별한 시설이 되어있는 도로의 최고제한속도를 각각 10 km/h씩 하향 조정)
  - 고속도로
    - 고속용 보통승합자동차, 보통승용자동차·소형승용자동차·보통승용겸화물자동차·소형승용겸화물자동차·소형2륜승용자동차(총배기량 250cc이하의 소형경2륜승용자동차는 제외)는 90 km/h 이내
    - 고속용을 제외한 보통승합자동차·보통화물자동차·소형화물자동차·소형3륜화물자동차·소형3륜승용자동차·견인자동차·특수자동차는 70 km/h 이내

  - 고속교통에 공하기 위하여 특별한 시설이 되어있는 도로
    - 고속용 보통승합자동차, 소형승용자동차, 보통승용 겸 화물자동차, 소형2륜승용자동차(총배기량 250cc이하는 제외)는 70 km/h
    - 고속용을 제외한 보통승합자동차, 보통화물자동차, 소형화물자동차, 소형3륜승용자동차, 특수자동차는 매시 60 km/h

- 1981년 5월 6일 일부 개정(고속도로의 최고제한속도를 90 km/h에서 100 km/h로 상향)

- 1985년 2월 6일 전부 개정(고속교통에 공하기 위하여 특별한 시설이 되어있는 도로를 자동차전용도로로 개정, 차종별 속도 제한 부분을 간소화[4], 차로 수에 따른 제한 속도를 세분화, 이상기후시 감속운행 기준 신설)
  - 일반도로(고속도로 및 자동차전용도로 외의 모든 도로를 말함)
    - 최고제한속도 60 km/h
    - 왕복 4차로 이상의 도로에서는 최고제한속도 70 km/h

  - 자동차전용도로
    - 최고제한속도 70 km/h
    - 최저제한속도 30 km/h

  - 고속도로
    - 왕복 4차로인 경우 최고제한속도 100 km/h(고속용을 제외한 보통승합자동차·소형승합자동차·보통화물자동차·소형화물자동차·소형3륜화물자동차·소형3륜승용자동차·견인자동차·특수자동차의 최고제한속도는 80 km/h), 최저제한속도는 50 km/h
    - 왕복 2차로인 경우 차종에 관계없이 최고제한속도는 80 km/h, 최저제한속도 40 km/h

  - 이상기후 시
    - 비가 내려 노면에 습기가 있거나 눈이 20mm 미만이 쌓였을 때 최고제한속도의 100분의 20
    - 폭우·폭설·안개 등으로 가시거리가 100m이내, 노면이 얼어 붙는 때이거나 눈이 20mm 이상 쌓였을 때 최고제한속도의 100분의 50

  - 내무부 장관은 고속도로에 있어서 위험을 방지하고 교통의 안전과 원활한 소통을 확보하기 위하여 필요하다고 인정할 때에는 제한속도 규정이 있더라도 구역 또는 구간을 지정하여 자동차의 속도를 제한할 수 있음.

- 1986년 5월 1일 일부 개정(자동차전용도로의 제한속도 규정 개정)
  - 자동차전용도로
    - 최고제한속도 70 km/h, 최저제한속도 30 km/h(편도 3차로 이상인 경우 최고제한속도 80 km/h, 최저제한속도 40 km/h)

- 1987년 11월 23일 일부 개정(고속도로 제한속도 규정에서 보통화물자동차, 소형화물자동차, 보통승합자동차, 소형승합자동차 등의 용어를 화물자동차와 승합자동차로 통합하였음. 견인자동차와 삼륜자동차 용어를 삭제하였으며, 특정 고속도로 노선의 제한속도 규정 신설)
  - 고속도로
    - 왕복 4차로인 경우 최고제한속도 100 km/h(고속용을 제외한 승합자동차·화물자동차·특수자동차·중기의 최고제한속도는 80 km/h), 최저제한속도는 50 km/h
    - 왕복 2차로인 경우 차종에 관계없이 최고제한속도는 80 km/h, 최저제한속도 40 km/h
    - 왕복 4차로 고속도로 중 고속국도 노선 지정령에 의한 고속국도 제10호 중부선(현 고속국도 제35호 중부선)의 경우 왕복 4차로 고속도로의 제한속도 규정에도 최고제한속도는 110 km/h(고속용을 제외한 승합자동차·화물자동차·특수자동차·중기의 최고제한속도는 90 km/h), 최저제한속도는 60 km/h

- 1991년 9월 4일 일부 개정
  - 경찰청장은 고속도로에 있어서 위험을 방지하고 교통의 안전과 원활한 소통을 확보하기 위하여 필요하다고 인정할 때에는 제한속도 규정이 있더라도 구역 또는 구간을 지정하여 자동차의 속도를 제한할 수 있음.

- 1999년 4월 30일 일부 개정(일반도로와 자동차전용도로의 최고제한속도를 각각 10 km/h씩 상향, 자동차전용도로의 최고제한속도를 90 km/h, 최저제한속도를 30 km/h로 조정, 고속용을 제외한 승합자동차의 최고제한속도를 100 km/h로 상향)
  - 일반도로(고속도로 및 자동차전용도로외의 모든 도로)
    - 편도 1차로인 경우 최고제한속도 60 km/h 이내
    - 편도 2차로 이상의 도로에서는 최고제한속도 80 km/h 이내

  - 자동차전용도로
    - 최고제한속도는 90 km/h
    - 최저제한속도는 30 km/h

  - 고속도로
    - 최고제한속도 100 km/h(1.5톤을 초과하는 화물자동차·특수자동차·건설기계의 최고제한속도는 80 km/h), 최저제한속도 50 km/h

  - 지방경찰청장은 최고속도제한 규정이 도로의 구조·시설기준에 관한 규정에 의한 설계속도를 초과하는 경우에는 구역 또는 구간을 지정하여 당해 도로의 설계속도의 범위안에서 최고속도를 제한하여야 함.

- 2001년 7월 24일 일부 개정(위험물운반차량의 고속도로 최고제한속도를 80 km/h로 규정)

- 2001년 12월 15일 일부 개정(편도 2차로 고속도로 중 고속국도 노선 지정령에 의한 고속국도 제10호 중부선인 경우 최고제한속도 110 km/h, 최저제한속도를 60 km/h로 규정한 내용을 삭제, 경찰청장이 지정하거나 고시한 편도 2차로 고속도로 구간인 경우에 한하여 최고제한속도 110 km/h, 최저제한속도를 60 km/h로 조정하는 내용으로 개정)

- 2010년 7월 9일 일부개정(편도 2차로 이상의 고속도로로서 경찰청장이 고속도로의 원활한 소통을 위하여 특히 필요하다고 인정하여 지정ㆍ고시한 노선 또는 구간의 최고속도는 120 km/h(화물자동차ㆍ특수자동차ㆍ위험물운반자동차 및 건설기계의 최고속도는 90 km/h) 이내, 최저속도는 50 km/h로 개정)

- 2019년 4월 17일 일부개정(주거지역ㆍ상업지역 및 공업지역의 일반도로에서는 50 km/h 이내. 다만, 지방경찰청장이 원활한 소통을 위하여 특히 필요하다고 인정하여 지정한 노선 또는 구간에서는 60 km/h 이내로 개정)

### 대만
대만의 경우 주로 지정되는 제한 속도가 시내 도로는 50 km/h, 고속화도로(자동차전용도로)는 70~90 km/h(드물게 100 km/h 구간 있음), 고속도로는 100~110 km/h다.

### 일본
일본의 경우 고속도로의 법정 제한속도는 100 km/h다. 그래서 주오 자동차도, 산요 자동차도, 메이신 고속도로, 한와 자동차도, 산인 자동차도, 규슈 자동차도, 도호쿠 자동차도처럼 일반적인 고속자동차국도의 경우 100 km/h로 제한되어 있어, 한국과 비슷한 제한 속도가 적용된다.  일부 110~120 km/h 구간도 있다. 다만 한신 고속도로, 히로시마 고속도로, 후쿠오카 고속도로 등과 같이 지역 고규격 도로의 성향이 짙은 고속도로는 한국의 자동차 전용도로와 비슷한 속도인 시속 50~80 km/h로 제한된다. 다만 야간, 악천후 등의 경우 기존보다 더 제한되어 있는 경우도 역시 적용되는 등 도로망마다 제각각 다르다.

### 중국
중국은 한국, 일본과 달리 규제 기준이 다소 애매한 부분이 있다. 보통 일반 자동차 및 이륜차의 고속도로 및 자동차 전용도로의 속도 제한은 통상적으로 볼 때 100~120km/h로 제한되어 있어 제한 규정은 독일과 유사한 수준이다. 대형 화물자동차 및 견인용 자동차의 시내 주행 제한 속도는 60~80km/h로, 시외 및 변두리 지역이나 고속 및 간선도로들은 80~100km/h로 각각 제한하고 있는 등 규정에 따라 권장 속도가 서로 다르게 적용된다. 일부 지역에서는 한국과 유사하게 오토바이의 고속도로 통행이 금지된 지역도 물론 있다.

### 러시아
러시아는 유라시아 대륙 동쪽에 위치한 세계 최대의 육지부 국가로, 시내부에 있는 일반 도로들은 평균 60km/h를 준수해야 하며 일부의 경우 110km/h까지 향상될 수도 있으며, 도로 포장이 덜 되어 있는 특성상 러시아의 속도 규제는 일본의 시내부 자동차 전용도로와 비슷한 규제가 적용된다. 다만 고속도로는 평균 110km/h 최대 130km/h까지 확대되며, 자동차 전용도로는 평균 90 km/h, 최대 110 km/h까지 적용되기 때문에 속도 제한의 최대치는 프랑스, 이탈리아와 비슷하다.

### 독일
독일 도로별 제한속도는 시내 도로 50 km/h, 시외 도로 100 km/h, 독일 고속도로인 아우토반은 제한속도가 무제한인 대신 권장 속도 130 km/h가 있다. 아우토반을 위주로 최고 속도 관련 표지판을 설치하지 않는 경우도 있다. 그러나 독일에서는 교통 사고가 빈번하게 발생되자, 독일에서의 속도 제한을 도입해야 한다는 주장이 있다. 이미 영국, 프랑스, 이탈리아, 스페인 등도 제한을 다 걸고 있지만 독일의 속도 규제 정책을 도입해야 하자는 목소리가 크다.

### 프랑스
프랑스 도로별 제한 속도는 시내 도로 50 km/h(지역 주민 접근과, 횡단보도 수가 제한적인 경우 70 km/h), 시외 도로 80 km/h(편도 2차로 이상 90 km/h) ,  자동차전용도로 110 km/h, 고속도로 130 km/h다.

### 핀란드, 에스토니아
핀란드, 에스토니아는 속도 규제 및 제한이 고속도로는 120km/h, 시외 도로는 80km/h, 시내 도로는 50km/h다.

## 국가별 철도의 속도 제한

### 대한민국
- 과천선: 80km/h
- 일산선: 90km/h
- 안산선: 110km/h

## 같이 보기
- 구간 단속
- 정속 운전
- JR 후쿠치야마 선 탈선 사고